# اودینی
اودینی (به فرانسوی: Audigny) یک کمون در فرانسه است که در ان (ا-دو-فرانس) واقع شده‌است. اودینی ۱۰٫۷۳ کیلومتر مربع مساحت دارد ۱۳۶ متر بالاتر از سطح دریا واقع شده‌است.